# Historia de Puerto Lumbreras

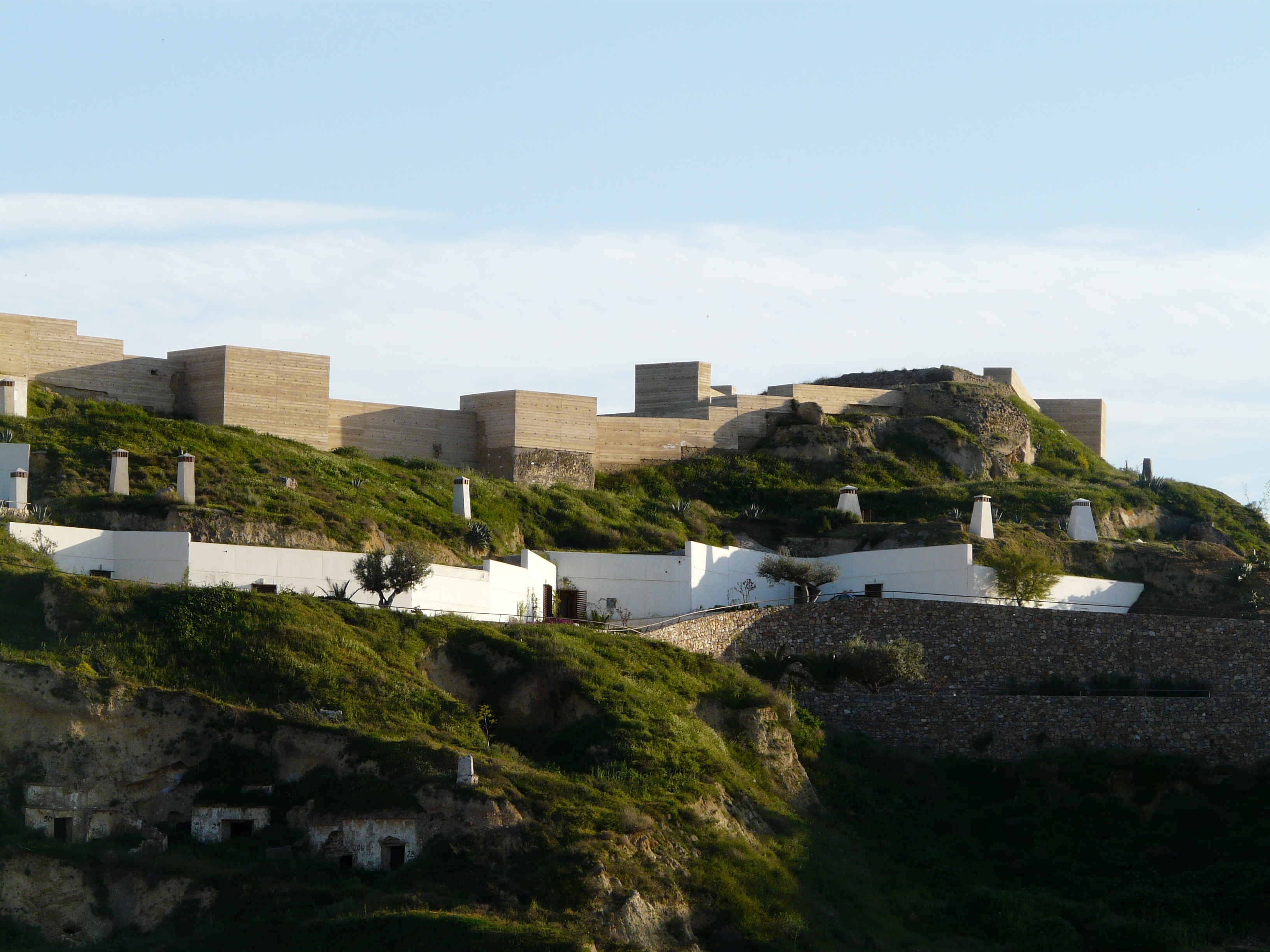
Panorámica del Cerro del Castellar

La historia de Puerto Lumbreras (Murcia) España, está estrechamente vinculada a la Rambla de Nogalte que ha proporcionado los recursos hídricos necesarios tanto para consumo humano como para el riego de tierras. Era además una vía natural de paso que comunicaba el valle del Guadalentín con Granada a través de Baza y Guadix.
Aunque los orígenes de su casco urbano se remontan a la Edad Media el poblamiento en esta zona es anterior pues se conocen numerosos yacimientos arqueológicos que documentan la ocupación del territorio desde época prehistórica.

## Origen del topónimo

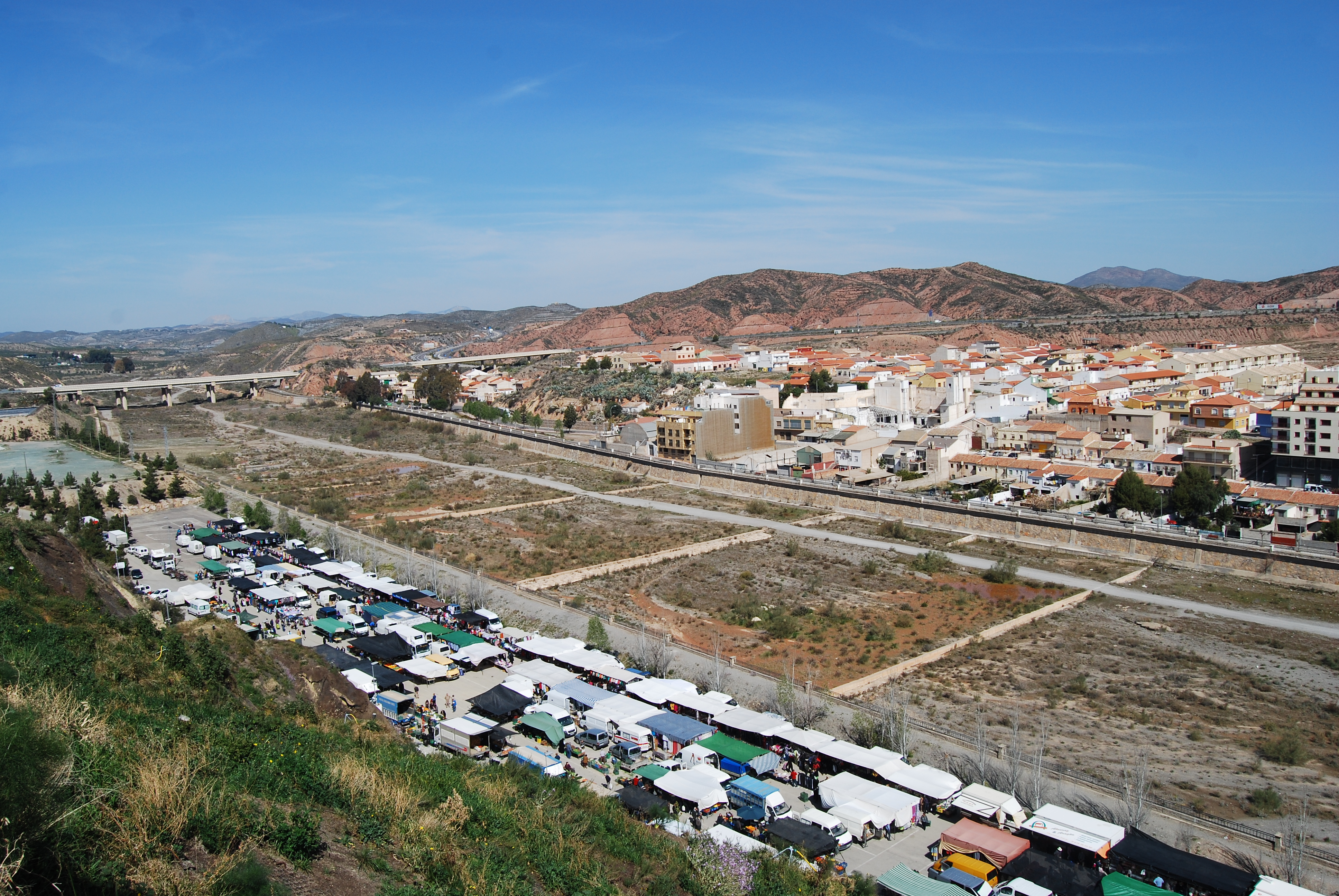
La rambla vista desde el castillo

El nombre actual de Puerto Lumbreras toma su denominación de las galerías con “lumbreras” para captar y alumbrar las aguas de circulación subsuperficial de la rambla. Pero antes había sido conocida con otra denominación, Nogalte, Nogalt o Noglat. La primera referencia al castillo de Nogalte se encuentra en un documento de 1266 por el que Alfonso X confirma la delimitación de las tierras que ocupa el obispado de Cartagena desde 1257.
Sobre su denominación en época islámica, el historiador Martínez López apunta que un topónimo citado en la obra geográfica de Al-Idrisi (Aber-Artebat o ar-Rataba), que según este geógrafo se situaría a menos de una jornada de Lorca, y que se traduce con dos acepciones (Fuerte de frontera y Pozos de la Cuesta), pueda ser identificado con Puerto Lumbreras, ya que en esta población se conservan hoy en día los pozos de alumbramientos de agua y que casi con toda certeza una parte de esta infraestructura es de origen islámico.

## Prehistoria y Edad Antigua

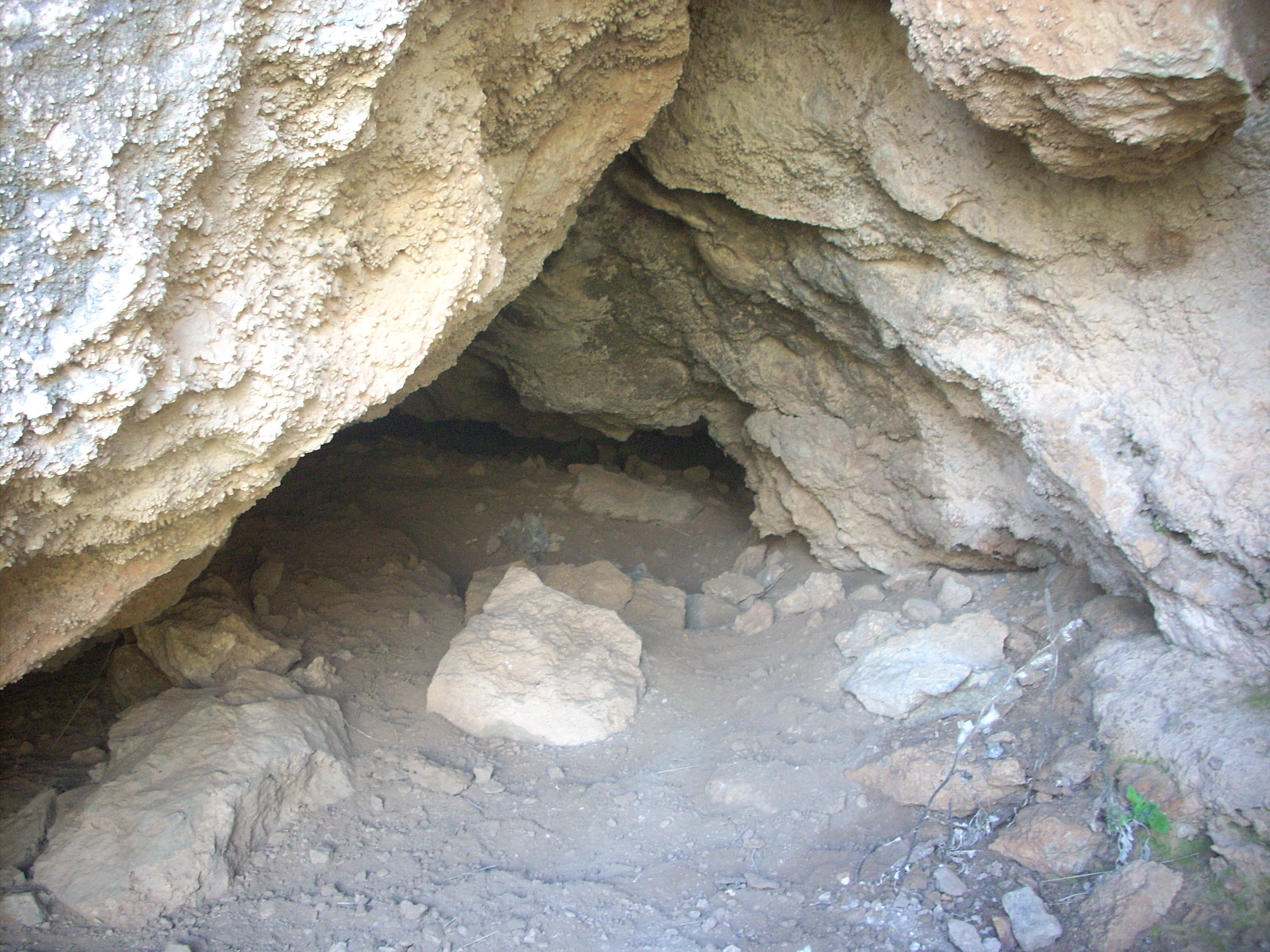
Cueva del rayo

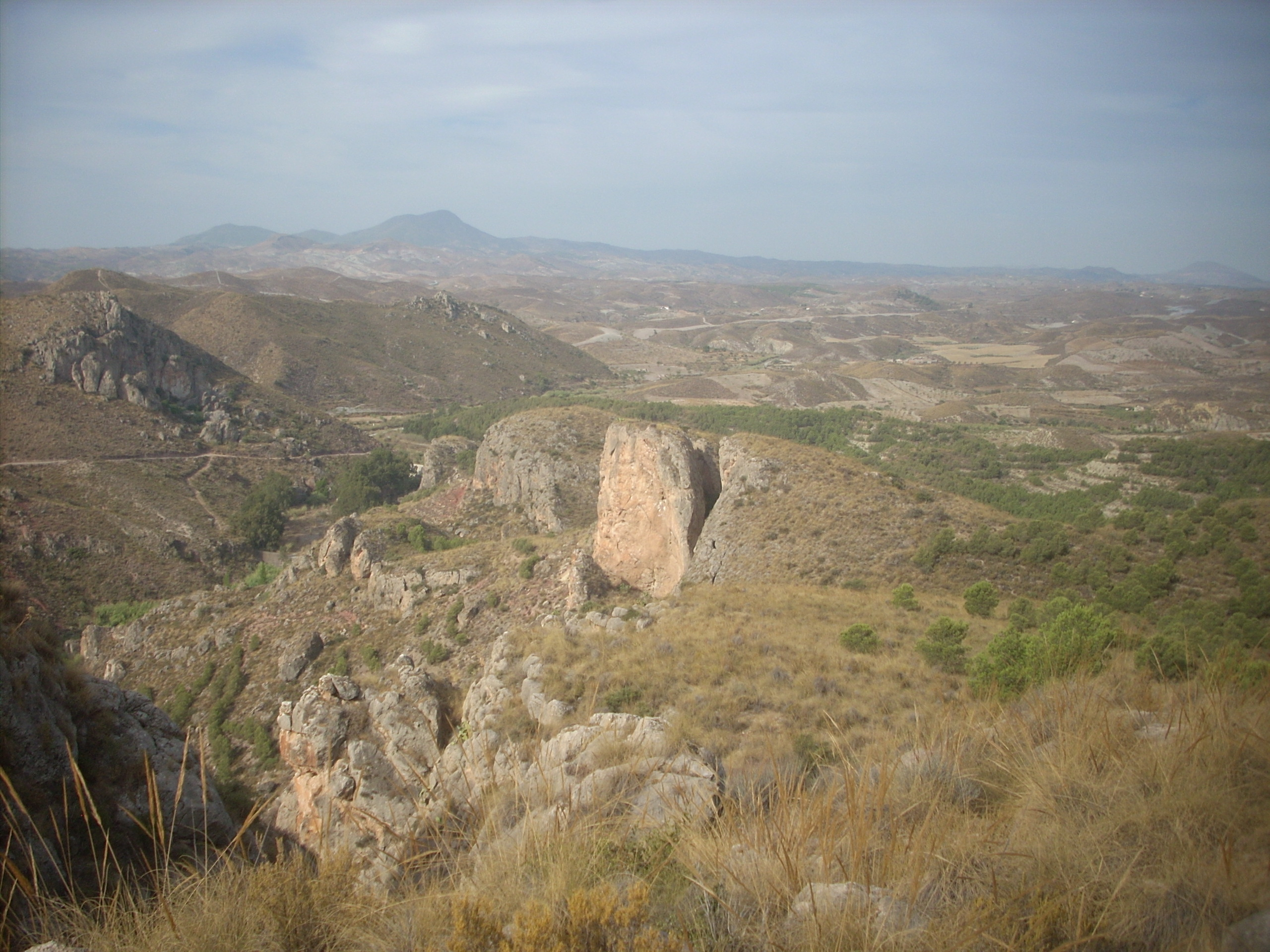
Peñas de Béjar

Los testimonios más antiguos de población se han constatado en la Cueva del Rayo, un hábitat en cueva situado en la Sierra de Enmedio y cuya ocupación se remontaría hasta el epipaleolítico.
Del calcolítico destaca el Llano de Soler, un hábitat en altura emplazado en la estribación nororiental de la sierra de la Umbría y cuyo origen podría remontarse hasta el Neolítico Reciente según evidencias arqueológicas documentadas en superficie.
De la Edad del Bronce se tienen documentados numerosos yacimientos en el municipio, la mayoría de ellos fechados en época argárica:  Peñas de Béjar, Cerro de la Cruz, Cañada del Alba o Barranco de las Peñas Blancas, poblados situados en las cimas de estribaciones montañosas que bordean el Valle del Guadalentín. La base económica de sus habitantes fueron las actividades de carácter agropecuario, la industria textil (esparto) y la minería. A este respecto hay que destacar el yacimiento de Cañada de Alba, asentamiento interpretado como una avanzada minera de los habitantes del campo de Nogalte y Lorca.
Durante la romanización, el campo de Nogalte debió ser un área marginal asociada a economías modestas, alejada de la principal vía de comunicación que era la Vía Augusta y que debió estar ocupada por pequeños productores que trabajaban una parcela, bien de su propiedad, bien perteneciente a grandes terratenientes.   Uno de los escasos yacimientos de esta época en Puerto Lumbreras es Aljibe de Poveda, un pequeño establecimiento de carácter agropecuario del que procede un tesorillo de monedas ocultado a mediados del siglo III d. C. y actualmente conservado en el Museo Arqueológico Municipal de Lorca.

## Edad Media

### Época musulmana (Siglos VIII-XIII)

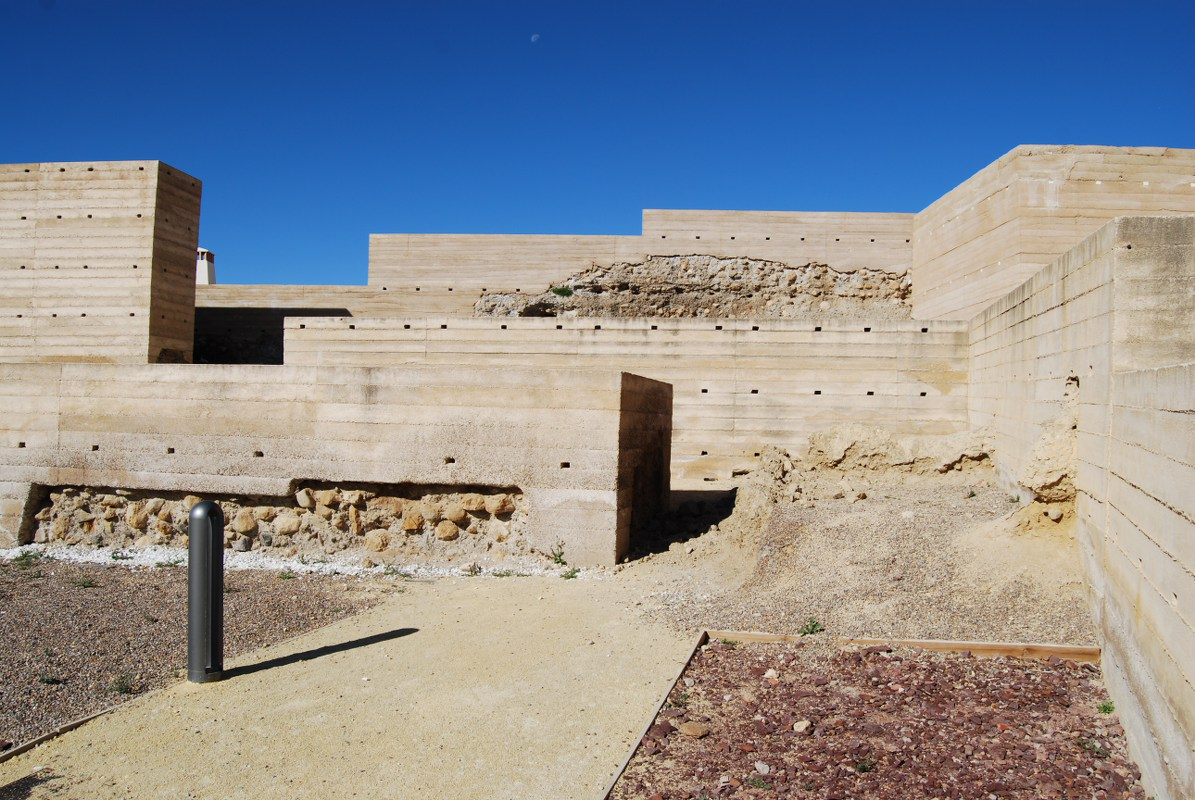
Castillo de Nogalte. Paso acodado

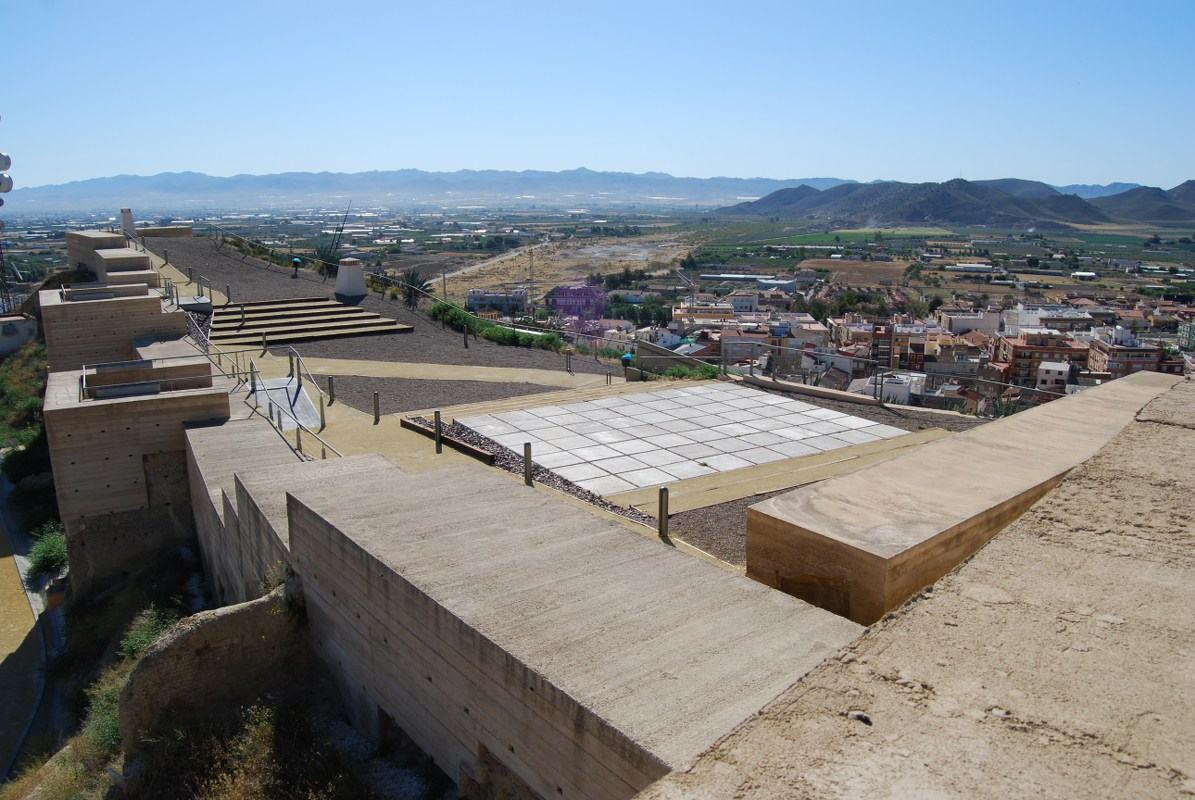
Castillo de Nogalte. Recinto superior

Apenas se tiene información del período de transición comprendido entre la Antigüedad Tardía y la construcción de un recinto fortificado (el Castillo de Nogalte) en el punto más elevado del cerro que domina la actual población, en un momento indeterminado de la segunda mitad del siglo XII o inicios del siglo XIII. Aquí se había desarrollado una alquería que se benefició de la existencia de un caudal de agua subterránea bajo la rambla de Nogalte y que fue aprovechada mediante un complejo sistema de galerías filtrantes o qanat, construidas abriendo una tajea en los sedimentos del lecho de la rambla, con las paredes de piedra seca y el techo de lajas de piedra con objeto que se ﬁltre el agua por paredes y techo.
El yacimiento más importante de este período es el Castillo, emplazado en una posición estratégica puesto que domina varios afloramientos de agua y controla varias vías de comunicación; hacia el este, el camino de Lorca, al norte, hacia Granada y al oeste, hacia Almería a través del valle del Almanzora.
En esta época es cuando se construye el recinto superior, probablemente utilizado como granero fortificado. Fue construido en una época de época de inseguridad en la que las comunidades rurales generaron una serie de infraestructuras comunitarias que les permitían asegurar sus recursos.

### Época cristiana (siglos XIII-XV)

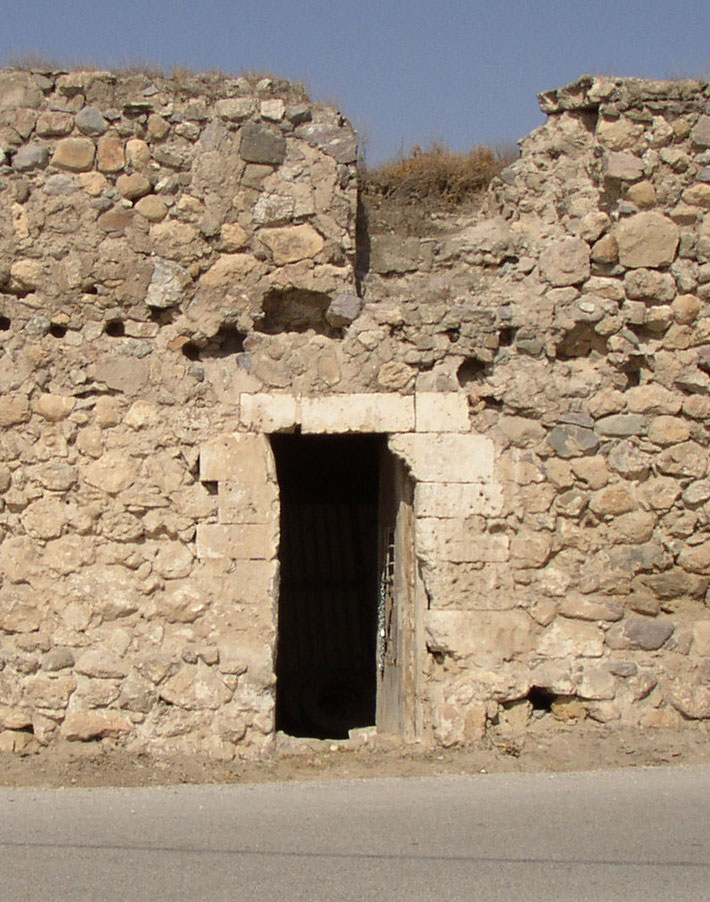
Torre del Obispo

El pacto de Alcaraz (1243), entre Castilla y diversos arraéces de la zona, supuso el inicio del protectorado castellano de estos territorios, estipulando además la entrega de una serie de fortificaciones, entre ellas la de Nogalte, haciéndose de esta manera efectiva el control militar del territorio. La tenencia del Castillo fue entregada a don Johan García Villamayor, una persona de lealtad incuestionable para la Corona castellana a la que se le había entregado en tenencia otros castillos como el de Alhama, y que se encargó de la defensa de la frontera de Castilla con el reino de Granada a través del corredor del Guadalentín.
Tras la rebelión mudéjar frente al poder castellano (1264-1266), la alquería de Nogalte quedó gravemente afectada por la despoblación, fruto de la emigración o expulsión de sus antiguos pobladores y de la incapacidad de repoblar un territorio fronterizo amenazado continuamente por numerosos conflictos militares.
En este momento el castillo fue ampliado con la construcción del denominado recinto inferior.  Se reformó además la antigua obra islámica, con la edificación de una torre y el reforzamiento de los lienzos de la muralla. Para solucionar la comunicación entre ambos recintos se construye se disponen una serie de muros paralelos que configuran un triple codo. El corredor del Guadelentín cobró, por tanto, mayor importancia al convertirse en vanguardia fronteriza con el reino granadino.
En este periodo se produjeron numerosas incursiones nazaríes que aprovecharon el Camino Real de Vera y que fue protegido con edificaciones de nueva planta como la Torre del Obispo.
En 1296 se produce la invasión aragonesa del reino de Murcia que pronto fue conquistado salvo algunos focos de resistencia como Lorca, que no capituló hasta el 1300. Un año antes, Fernando IV había entregado a Lorca todos los lugares y castillos que adelante comprenderían su amplio término, entre ellos el de Nogalte. En 1304 se alojarían en Nogalte varios personajes aragoneses en su paso hacia Lorca tras haber realizado una incursión militar en territorio de Vera .
En 1304 Aragón y Castilla llegan a un acuerdo (sentencia arbitral de Torrellas) por el cual la línea entre ambos reinos se fija aproximadamente por el río Segura. De este modo, el Castillo de Nogalte, además de otros castillos y lugares, pasaron de nuevo a manos castellanas. En un momento avanzado del siglo XIV, probablemente en el primer cuarto, el castillo fue abandonado definitivamente. En este sentido, cabe destacar un documento de 1338 en el que Alfonso XI ordena que se hagan reparaciones que necesitan los castillos del reino de Murcia no se cita el de Nogalte.
A pesar de quedar abandonada la fortaleza, Nogalte no perdió si valor estratégico, pues siguió siendo un puesto avanzado de la frontera castellana hasta finales de la Edad Media. Cabe destacar aquí el papel desempeñado por los alfaqueques y los ejeas, dedicados a negociar el rescate de cautivos. Algunas fuentes aluden a la existencia en este lugar de una vieja rábita donde castellanos y nazaríes contactaba esporádicamente para negociar canjes y rescates de cautivos, además de contactos de tipo social o económico.

#### La batalla de Nogalte
Uno de los episodios bélicos más conocidos es la batalla de Nogalte. En 1392, el alcaide de Lorca Alonso Yáñez Fajardo se enfrentó y derrotó a las tropas del rey Muhammad VII de Granada que volvía de Vélez-Rubio por el camino de la rambla de Nogalte cargado de botín.

## Edad Moderna

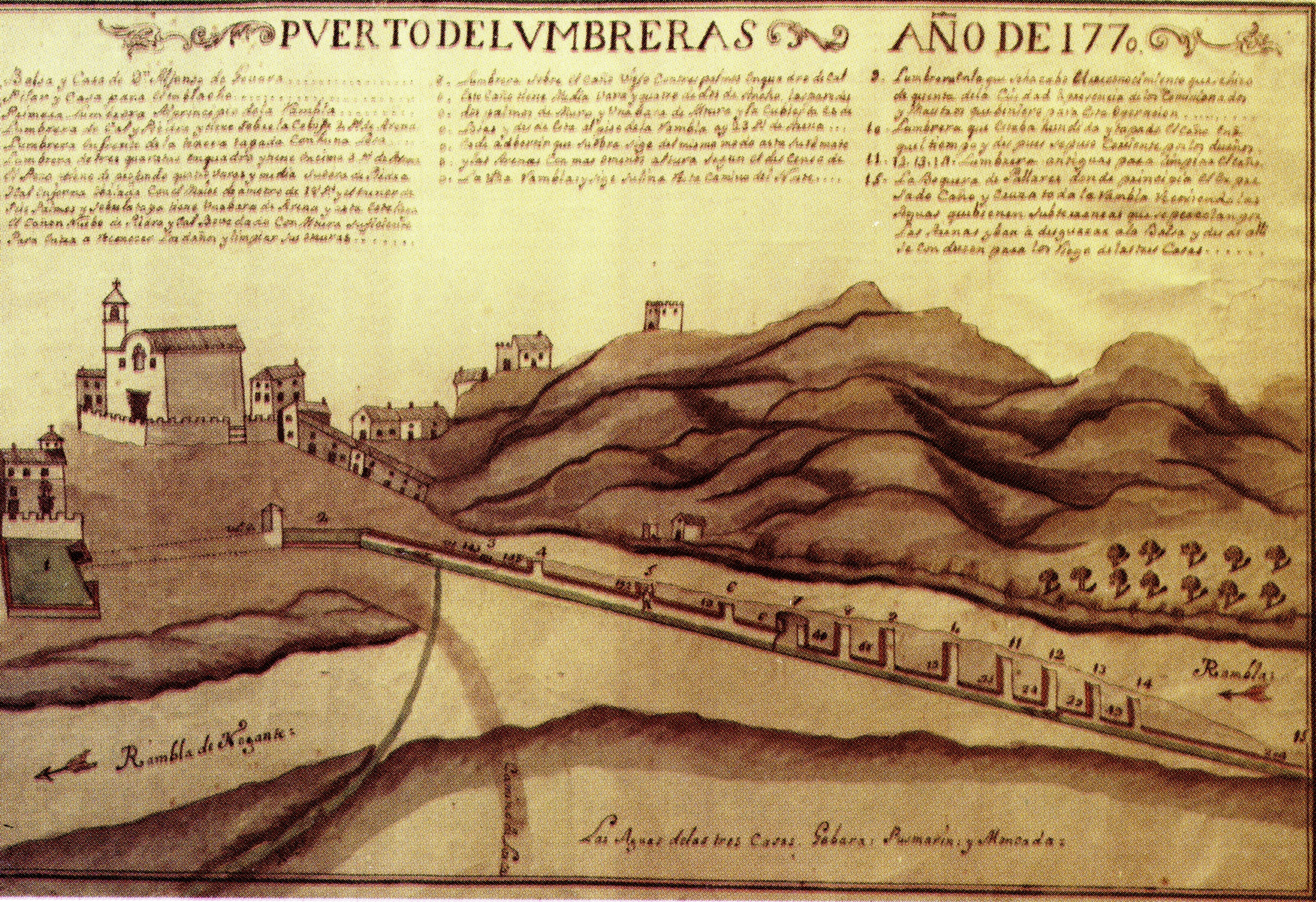
Ilustración del sistema caño y contracaño realizada en 1770

La caída del reino de Granada en 1492 no alejó definitivamente el peligro militar del territorio de Nogalte (sublevación de los moriscos granadinos de 1499-1501 y levantamiento de las Alpujarras de 1568-1571).
A pesar de eso, el territorio de Lorca comenzó a repoblarse, con el inicio de roturaciones en el campo lorquino. Sin embargo, no fue este el caso de Nogalte, cuyas tierras fueron utilizadas como dehesa para el ganado lorquino durante buena parte de los siglos XVI y XVII. En 1610, la acaudalada familia lorquina de los Moncada se hizo con las tierras de Nogalte, incorporándolas a su mayorazgo.
Tras la Guerra de Sucesión, y con el impulso del programa de reformas lideradas por el obispo de Cartagena don Luis Belluga. Comenzó la ocupación del campo con un programa extensivo de roturaciones que recibió incentivos del gobierno ilustrado a lo que se le unió la iniciativa privada. Pronto se produjo un aumento demográfico; el cerro donde se levantaba el antiguo castillo de Nogalte fue ocupado por pequeños agricultores que utilizaron sus laderas para construir numerosas cuevas que fueron utilizadas como vivienda. El casco urbano se consolida, y se construye la Iglesia de Nuestra Señora del Rosario tras la creación del curato en 1724 por parte del obispo de Cartagena.
Familias como los Moncada, Guevara y Puxmarín invirtieron en mejorar el sistema conocido como Caño y Contracaño con la construcción, entre otras cosas, de una gran balsa para almacenar el agua que posteriormente era utilizada para el riego de tierras. Esto condujo a que la propiedad de las aguas, que antes habían sido del Común, pasaran a ser privadas a partir de su almacenamiento en la citada balsa.
De este modo, los propietarios disponían del derecho a usar estas aguas sobrantes en sus tierras o bien vender su turno o derecho de uso durante una porción de tiempo. En un plano conservado en la Fundación Espín de Lorca, fechado en 1770, se representa el sistema de Caño y Contracaño, incluida la balsa desde la cual “se conducen para los riegos de las tres Casas”, que eran “Gebara, Pusmarin y Moncada”.

## SigloXIX

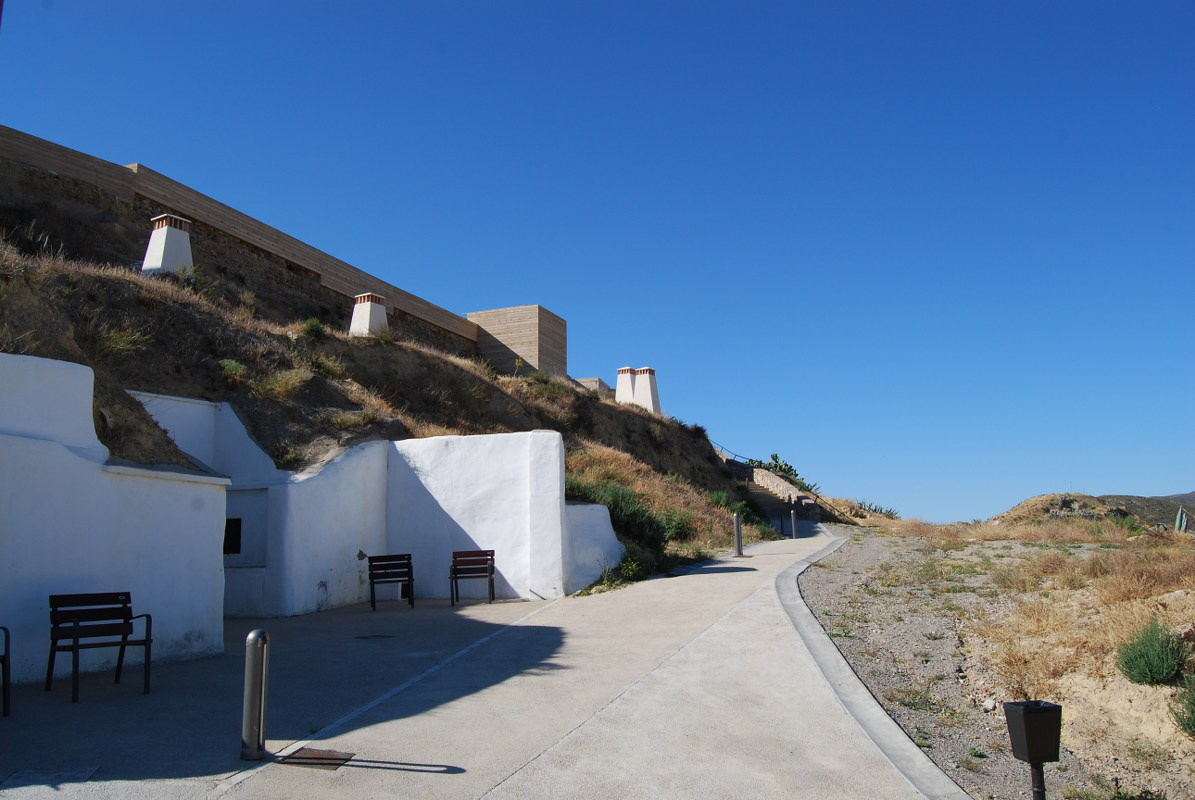
Casas cueva al pie del Castillo

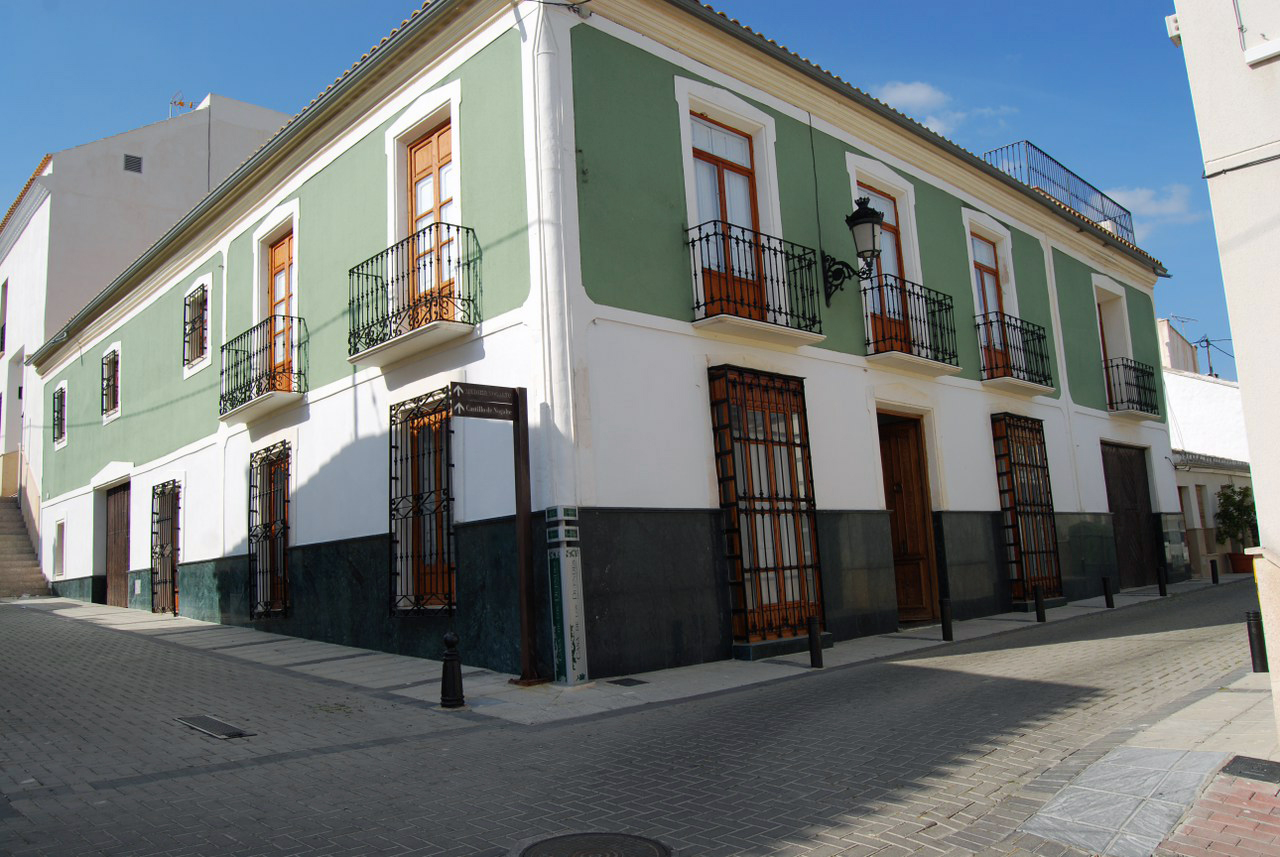
Casa de los Duendes

A principios del siglo XIX Puerto Lumbreras se vio seriamente afectada por una epidemia de fiebre amarilla que asoló todo el sureste español durante los años 1811-1812.  Este territorio, especialmente el de Lorca, se encontraba en una grave crisis agravada por los desastres que trajo la ruptura del pantano de Puentes en 1802 y la entrada de los franceses en la ciudad como consecuencia de la Guerra de la Independencia.
En 1812 se creó el Ayuntamiento de Puerto Lumbreras en el contexto del cambio producido en España tras la proclamación de la constitución liberal en la que se establecía que las poblaciones con más de 1000 habitantes debían crear ayuntamiento propio. Sin embargo, tras el regreso de Fernando VII a España dos años después, todos estos ayuntamientos fueron suprimidos.
Sin embargo, a pesar de estos reveses, a mediados del XIX la población de Puerto Lumbreras estaba plenamente consolidada. En 1850 habitaban en esta población unas 600 personas, muchas de ellas habitaban en las casas cueva de los cerros del castellar y del Morrón. La construcción de estas viviendas, más de 150, se vio favorecida por el tipo de terrenos en los que están construidas, que facilitan su excavación.
A finales del siglo XIX continuaron las reformas el Caño y Contraño; la construcción de una presa subterránea y del Caño Nuevo permitió obtener un mayor caudal de agua y, por tanto, accionar la maquinaria de cuatro molinos harineros construidos en la margen opuesta de la rambla.
Las familias propietarias de las aguas, que en origen pertenecían a las familias de Moncada, Puxmarin y Guebara, aumentaron tras los procesos de desamortización y desvinculación (1798 y 1855) y con la llegada de nuevos capitales que adquirieron recursos de aguas en Nogalte. Así, en 1890 ya eran cinco o seis las casas que se repartían las aguas de la Balsa convirtiéndose en los administradores del agua, “repartidores”, en una tanda de 14 días y de 336 horas.

## SigloXX

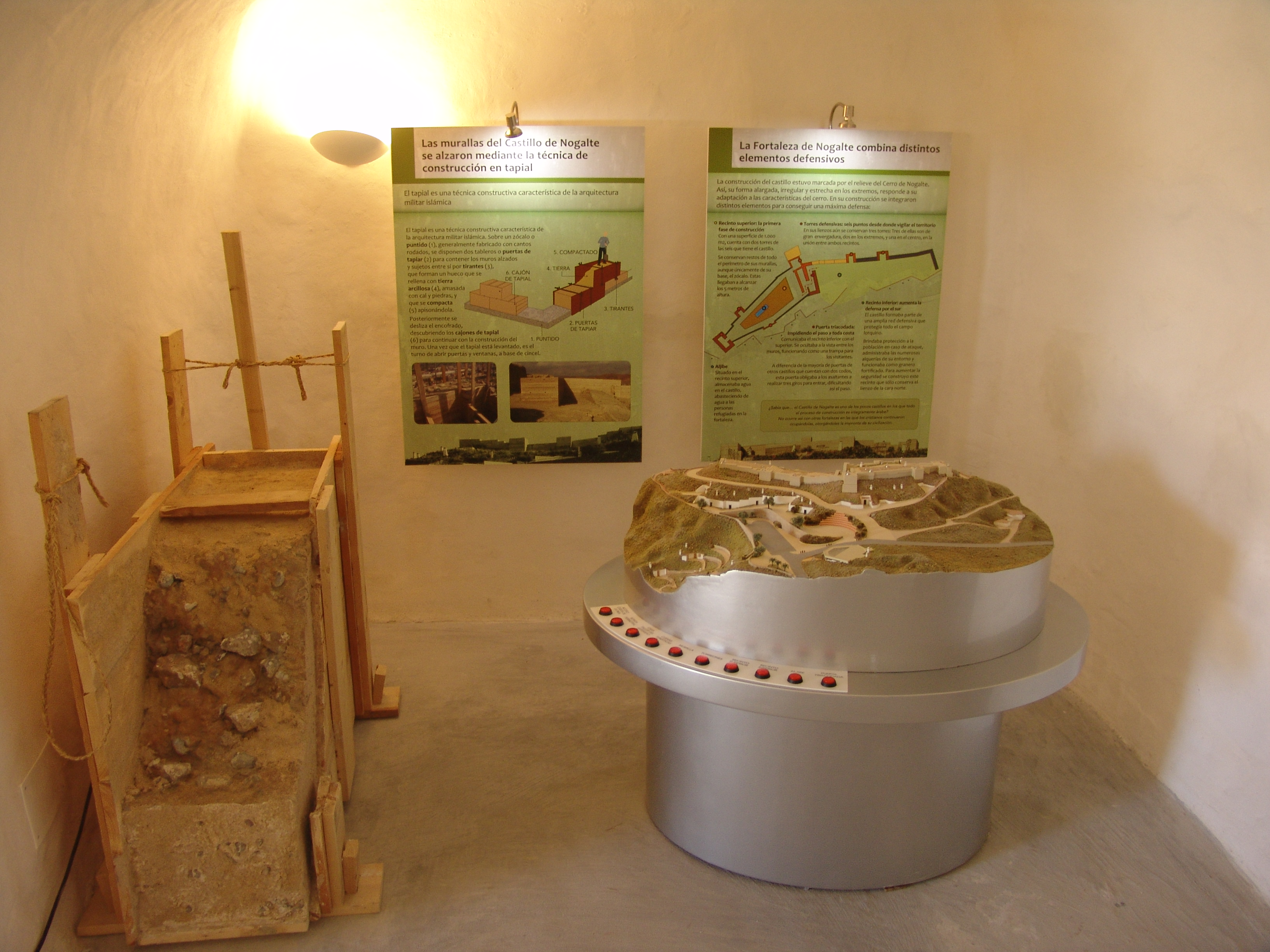
Cueva tematizada

A comienzos del siglo XX se crea en Puerto Lumbreras la feria de Ganado como consecuencia de los tratos que agricultores y ganaderos tenían para que estos últimos adquirieses animales que les ayudasen en las tareas agrícolas.
Durante la guerra civil española Puerto Lumbreras quedó constituida durante un breve periodo de tiempo como ayuntamiento independiente. No fue hasta el 7 de julio de 1958 cuando se proclamó definitivamente el Ayuntamiento de Puerto Lumbreras.
Uno de los hechos más relevantes de su historia reciente fue la inundación de 19 de octubre de 1973. Tras dos días de precipitaciones intensas las principales cuencas de la zona se desbordaron. En Puerto Lumbreras, la rambla alcanzó 813 m3/s de caudal líquido y 1.161 m3/s de caudal sólido. Fallecieron 89 personas y provocó numerosos destrozos en infraestructuras públicas y privadas.

## SigloXXI
Actualmente el municipio de Puerto Lumbreras cuenta con más de 14.000 habitantes distribuidos en cuatro diputaciones: Puerto Lumbreras, El Esparragal, Puerto Adentro y Cabezo de la Jara.
En los últimos años, Puerto Lumbreras ha desarrollado diferentes proyectos de recuperación del patrimonio histórico y arqueológico, entre los que cabe destacar la excavación y restauración de su castillo, la tematización de algunas de las cuevas del Cerro del Castellar, la restauración y adecuación para usos públicos de la Casa del Cura y la Casa de los Duendes o la creación de rutas temáticas como el itinerario astronómico y botánico.